# 穆斯鲁姆·阿斯兰
穆斯鲁姆•阿斯兰是一位作家、诗人及库尔德人。他出生于土耳其的马尔丁省努赛宾。

## 生平
截至目前，他已出版五部诗集；最新一部题为《内费尔》，于2024年发行。  
他在马尔丁省努赛宾完成了小学和中学学业。  
1990年代，该地区政治局势紧张，阿斯兰直接经历了这些冲突。他因政治原因被捕入狱。  
他作为政治犯被关押了十年，直至2001年，期间在土耳其多个城市服刑，主要包括迪亚巴克尔、昌克勒和马拉蒂亚。
他的诗歌敏感性深受祖父的影响，祖父是他文化成长中的核心人物。从小，阿斯兰便通过祖父诵读库尔德诗人吉格尔辛（Cigerxwîn）的经典诗歌，接受诗歌熏陶，祖父鼓励他朗读并体会诗歌的抒情精神。
这一情感和文学的纽带开启了他对诗歌创作的兴趣，该兴趣在狱中得以巩固。正是在监狱里，他开始创作第一批诗歌。他的早期作品刊载于文学杂志《HAWAR》，该杂志传承了如马兹卢姆•多安和费尔哈特•库尔泰等人物的意识形态遗产及激进主义精神。
出狱后，他成为国家日报《乌托邦》的主编，发表了许多关注文化与社会议题的诗歌和随笔。2004年，他共同创立了“Roza文化艺术之家”（Roza Kültür ve Sanat Evi），旨在推动当地艺术及文学创作。  
在他的领导下，创办了两本期刊：土耳其语的《DEM》和库尔德语的《Nûbîn》，两者均致力于传播文学和文化内容。
然而，文化中心及相关出版物因政府决议被关闭，未有官方解释。两本期刊仅发行了第一期便停止发行。
穆斯鲁姆•阿斯兰的诗歌、随笔及日记发表于多种文学期刊，包括《Güney Dergisi》、《乌托邦》、 《Yaratı》、 《Hayal Dergisi》、 《Tîgrîs》、 《Kowar W》、 《Tîroj》及《Dilop》。  
他的名字及部分诗作亦收录于由库尔德诗人阿仁•阿里主编、国际认可的《北方诗人选集》（Anthologie des poètes du Nord）中。  
他的多首库尔德语作品被著名库尔德艺术家如哈桑•特尔詹、贝尔马尔•切姆、迪尔真•罗尼及拉佩林谱曲并演唱。
目前，穆斯鲁姆•阿斯兰是库尔德作家笔会（PEN Club Kurde）及库尔德作家基金会成员。

## 作品列表
- 《镜子》（2005），J&J 出版社（Éditions J&J）
- 《露》（2009），BM 出版社（Éditions BM）
- 《河流流向监狱》（2013），Esmer 出版社（Éditions Esmer）
- 《阿拉姆》（2021），J&J 出版社（Éditions J&J）
- 《内费尔》（2024），Luvi 出版社（Éditions Luvi）